# Uranotaenia dibrugarhensis
Uranotaenia dibrugarhensis är en tvåvingeart som beskrevs av Bhattacharyya, Prakash, Mohapatra och Mahanta 2004. Uranotaenia dibrugarhensis ingår i släktet Uranotaenia och familjen stickmyggor. Inga underarter finns listade i Catalogue of Life.